# Публије Корнелије Сципион Африканац
Публије Корнелије Сципион Африканац (лат. Publius Cornelius Scipio Africanus Major; Рим, 236. п. н. е.—183. п. н. е.) је био један од најзначајнијих римских војсковођа и политичара. Вршио је функције конзула и цензора. Најпознатији је по својој победи над Ханибалом у бици код Заме којом је окончан Други пунски рат.

## Младост
Публије Корнелије Сципион рођен је царским резом. Члан је породице Сципион, огранка генса Корнелија. За годину његовог рођења обично се наводи 236. година п. н. е. Корнелији су била једна од шест главних патрицијских породица Римске републике. Неколико Сципионових предака били су конзули. Прадеда Луције Корнелије Сципион Барбатус био је цензор 280. године п. н. е. Корнелији су вероватно најзначајнији огранак генса Корнелија. Сципион је био најстарији син Публија Корнелија Сципиона, конзула из 218. године п. н. е. Сципионов млађи брат, Луције Корнелије Сципион Азијатик и пријатељ из детињства, Гај Лелије, служили су са њим у војсци. Полибије их је касније могао испитати о животу великог војсковође. Војну каријеру Сципион је започео у Другом пунском рату. Учествовао је у биткама код Тицина, Требије и Кане у којима је картагински војсковођа Ханибал Римљанима нанео велике поразе. Према Полибију, своме оцу спасао је живот у бици код Тицина. Када је Сципион Африканац преузео команду над римском војском у 25. години живота, она више неће доживети поразе.
Према легенди, након катастрофалног пораза код Кане, римски политичари били су спремни на предају. Сципион и његове присталице упале су на састанак и мачем приморали све присутне да се закуну да ће наставити рат верно служећи Рим. Сципион се кандидовао за едила и квестора. На плебејској скупштини је његова кандидатура оспорена јер још увек није навршио 25 година. Међутим, Сципион је већ био познат по свом патриотизму и храбрости те га је народ једногласно изабрао за квестора. Трибунска скупштина одустала је од противљења.

## Кампања на Иберијском полуострву
Године 211. п. н. е. Сципионов отац и стриц убијени су у борби са Ханибаловим братом Хаздрубалом Барком. На изборима за команданта војске за поход на Иберијско полуострво је само Сципион био довољно храбар да преузме дужност. Остали кандидати нису смели да преузму одговорност плашећи се смртне казне због неуспеха. Упркос својој младости, Сципион је направио такав утисак да је једногласно изабран. Када се искрцао на Иберијско полуострво, све територије јужно од реке Ебро биле су под контролом Картагине. Непријатељску војску предводили су Хаздрубал Барка, Магон Барка и Хаздрубал Гиско. Међутим, Картагињани су више били заокупљени гушењем побуна у Африци. Сципион је изненадио Картагињане и у брзом нападу освојио Нову Картагину, центар картагинске моћи на Иберијском полуострву. Задобио је велику количину плена и базу за даље операције. Локална племена дочекала су га као ослободиоца. Томе је допринело хумано поступање римског војсковође према заробљеницима.

Велику победу над Хаздрубалом Сципион односи 208. године код Бекуле. Победа је била условљена повољним положајем кога је Сципион заузео. Након пораза код Бекуле, Хаздрубал са војском копненим путем прелази преко Алпа у Северну Италију. Међутим, у Италији је поражен од Гаја Клаудија Нерона у бици код Метаура. Постоји више претпоставки око тога због чега Сципион није гонио Хаздрубала. Према некима, желео је само од Картагињана преотети Полуострво, а према другима, пљачкање освојених територија га је одвратило од гоњења непријатеља.
Следећу, коначну победу у Шпанији, Сципион односи 206. године код Илипа. Битка је резултирала евакуацијом пунских снага са Иберијског полуострва. Сципион је потом посетио нумидијске краљеве Софакса и Масинису и савезништвом обезбедио снабдевање своје војске. Софакс је касније пришао непријатељу, а Масиниса је остао веран Римљанима. По повратку у Шпанију, Сципион је морао угушити побуну која је избила међу војницима. Након што је обезбедио римску власт над Иберијским полуострвом освајањем Гадеса, Сципион се 206. године п. н. е. одрекао команде и вратио у Рим.

## Афричка кампања
Следеће, 205. године п. н. е, Сципион је једногласно изабран за конзула у доби од 31 годину. Намеравао је да ратује у Африци, али због зависти других сенатора, није успео да добије додатне трупе поред сицилијанске војске. Сципион је обезбедио ресурсе од римских клијената и присталица и тиме обезбедио ратну снагу од 30 бродова и 7000 људи. Сенат је под притиском морао одобрити Сципиону пут у Африку. Многи од римских политичара, укључујући и бившег диктатора Квинта Фабија Максима, били су против афричке експедиције јер су Ханибала и даље сматрали главном опасношћу, а на ратовање у Африци гледали су као на расипање ресурса. И поред тога, Сципион се 204. године п. н. е. искрцао у близини Утике. Картагина је, у међувремену, склопила савез са Софаксом који је Сципиона приморао да напусти опсаду Утике. Сципион је следеће године уништио удружено картагинско-нумидијску војску постављајући пожар у непријатељском логору. Војници су се дали у бекство током кога су постали лак плен Римљана. Полибије и Тит Ливије процењују картагинско-нумидијске губитке на 40.000 људи. Неки историчари (Полибије) су овај акт хвалили као паметан и авантуристички подухват, а други су га називали кукавичким. Убрзо након пораза код Утике, Софакс је збачен са престола, а Масиниса је постао једини нумидијски краљ. Картагињани су тако изгубили значајног савезника.
Картагињани су започели са преговорима, али су их напустили по наговору Ханибала који је напустио Апенинско полуострво и стигао у Африку да брани отаџбину. Ханибалове снаге износиле су око 40.000 људи (36.000 пешака и 4000 коњаника), а Сципионове снаге 29.000 пешака и 6100 коњаника. Двојица војсковођа сукобили су се у бици код Заме, недалеко од Утике, 19. октобра 202. године п. н. е. Ханибал је своју војску распоредио у три линија фаланги. Намеравао је да нападом слонова разбије римске линије и нападне их пешадијом и коњицом. Међутим, Ханибал је водио војску сакупљену на брзину која се по квалитету знатно разликовала од оне коју је имао у Италији. Искусна римска коњица брзо је разбила картагинску. Сципион је своју војску распоредио тако да лако може пропустити слонове који су могли нападати само правом линијом. Римљани су се сукобили са трећом Ханибаловом линијом. У једном тренутку Ханибалу је победа била надомак руке. Међутим, битку је решила римска коњица. Ханибалова неискусна војска није јој се могла супротставити. Битка код Заме одлучила је исход рата. Други пунски рат завршен је следеће године. Картагињани су пристали на римске услове. Одрекли су се свих територија у Шпанији, морнарице, пристали су на плаћање великог данка. Нису смели водити ни ратове без одобрења Рима.

## Након Другог пунског рата
Сципион је по повратку у Рим прославио тријумф. Стекао је надимак Африканац. Остале почасти је одбио. Нудили су му функцију доживотног конзула и диктатора. Године 199. п. н. е. изабран је за цензора. Следећих неколико година живота није учествовао у јавном животу. Године 193. један је од Римљана који су у Африци интервенисали у спору између Картагине и Нумидије. У то време Ханибал и Антиох III, селеукидски владар, склапају савез против Римљана. Римско-сиријски рат избио је 192. године п. н. е. Римску војску предводио је Луције Корнелије Сципион Азијатик, али се Сципион Африканац придружио своме брату. Резултат је убедљива римска победа код Магнезије која је одлучила исход рата.
Непријатељи браће Сципион, предвођени Катоном Старијим, су их по повратку оптужили за примање новца од Антиоха. Луције Корнелије Сципион је оптужен за примање 3000 талената од непријатеља. Међутим, ослобођен је оптужби. Поступак је обновљен након смрти Сципиона Африканца. Сам Сципион Африканац оптужен је 185. године п. н. е. за подмићивање Антиоха. Међутим, подсећајући масе на победу код Заме, изазвао је такав излив ентузијазма да су га људи пратили до Капитола и молили богове да Риму дају још војсковођа какав је Сципион. Било је и других покушаја да се Африканац изведе пред суд, али их је осујетио Сципионов будући зет Тиберије Семпроније Грах Старији (отац народних трибуна Тиберија и Гаја Граха).

## Смрт
Сципион се повукао на свој посед Литернум у Кампанији. Тамо је провео остатак живота. Умро је вероватно 183. године иако година његове смрти није поуздано утврђена. Умро је у старости од око 53 година. Могуће је да је умро од последица болести коју је имао још од 190. године п. н. е. Могуће је и да је сам себи одузео живот из непознатих разлога. Захтевао је да му гроб буде ван Рима. Принцепс Октавијан Август је 150 година касније посетио његов гроб у Литернуму. Није доказано да је гроб у Литернуму Сципионов јер нема писаних података о томе. На гробу је стајао натпис "Ingrata patria, ne ossa quidem habebis" (незахвална отаџбино, нећете имати ни моје кости). Исте године или убрзо након Сципиона, умро је у Битинији и његов највећи непријатељ, Ханибал.

## Галерија
- Локације најзначајнијих битака Другог пунског рата
- Сусрет Ханибала и Сципиона код Заме
- Сципион и Ханибал
- Битка код Заме, Хенри-Паул Мот
- Битка код Заме, Корнелис Корт
- Битка код Заме
- Битка код Заме, Корнелис Корт
- Битка код Кане, средњовековни приказ
- Напад римске војске у бици код Илипа
- Положај војски у бици код Требије